# Грабко, Лариса Макаровна
Лариса Макаровна Грабко (род. 1946) — российский искусствовед, дизайнер и педагог, профессор (2006). Член Творческого союза художников России (1996), Международной ассоциации искусствоведов (2005) и Союза художников России (с 2013). Академик РАХ (2013). Заслуженный деятель искусств Российской Федерации (1995).

## Биография
Родилась 28 апреля 1946 года в городе Бобруйске.
С 1964 по 1969 год обучалась в Ленинградской государственной консерватории имени Н. А. Римского-Корсакова. С 1969 по 1972 год обучалась в аспирантуре. С 1972 по 1973 год занималась педагогической деятельностью в Белорусской государственной консерватории имени  А. В. Луначарского на отделении камерного ансамбля.  С 1973 года занимается педагогической деятельностью в Санкт-Петербургской консерватории имени Н. А. Римского-Корсакова в должностях, преподавателя, доцента и с 2002 года профессора. В 2006 году Ларисе Грабко было присвоено учёное звание профессор. Помимо основной деятельности с 1992 года является руководителем Санкт-Петербургской общественной организации художников-инвалидов «Международный университет» и с 2006 по 2011 год являлась членом Совета по государственной и культурной политике Совета Федерации Российской Федерации.
Совместно с трубачом Владимиром Кафельниковым, Ларисой Грабко был записан диск с переложением на него произведений Альфреда Шнитке и Иоганна Баха, за который в Париже был получен Гран-при.  Концертная деятельность Л. Грабко проходила совместно с такими исполнителями как: Михаил Гантварг и Юрий Крамаров и проходила в различных странах мира в том числе в таких странах как: Белоруссия, Китай, Южная Корея, Италия, Англия и Финляндия. С 1996 года Л. Грабко проводит ежегодно конкурс юных скульпторов имени М. К. Аникушина и юношеский художественный конкурс имени И. Е. Репина. Лариса Грабко является автором международных проектов: с 1992 года — «Путь к единству», с 2000 года — «Участникам Второй мировой и Великой Отечественной войны посвящается…» и с 2003 года — «Художницы России — миру», в рамках этих проектов было организовано более пятидесяти международных художественных выставок и фестивалей. Лариса Грабко является автором более 186 научных трудов  в области искусства.
В 1996 году Лариса Грабко принята в члены Творческого союза художников России, в 2005 году в члены Международной ассоциации искусствоведов, в 2013 году становится членом Союза художников России. С 1996 года член и с 2013 года — член Правления Московского Союза художников. В 2013 году была избрана Действительным членом РАХ по Отделению дизайна.

## Награды
- Орден «За заслуги в культуре и искусстве» (14 сентября 2022 года) — за большой вклад в развитие отечественной культуры и искусства, многолетнюю плодотворную деятельность[4]
- Орден Почёта (14 февраля 2007 года) — за заслуги в развитии культуры и искусства, многолетнюю плодотворную деятельность[5]
- Орден Дружбы (22 февраля 2003 года) — за многолетнюю плодотворную деятельность в области культуры и искусства[6]
- Заслуженный деятель искусств Российской Федерации (28 декабря 1995 года) — за заслуги в области искусства[7]
- Почётная грамота Президента Российской Федерации (4 мая 2011 года) — за большие заслуги в области культуры и многолетнюю плодотворную деятельность[8]
- Золотая медаль РАХ (2016)[1]